# NSU Typ 110
NSU Typ 110 (NSU 1200) — это легковой автомобиль с кузовом 2-дверный седан, выпускавшийся NSU Motorenwerke AG с 1965 по 1972 год.

## История
Он был впервые представлен на Франкфуртском автосалоне 1965 года и основывался на узлах NSU Prinz 1000, но с увеличенной колёсной базой и свесом, что позволило увеличить пространство для пассажиров и багажа. Имея длину около четырёх метров, автомобиль стал относиться к низшему классу средних автомобилей-седанов, согласно принятой в то время в ФРГ классификации.
Спереди находились крупные прямоугольные фары, на задних крыльях — хромированные решётки. Спидометр — от Opel Rekord B, введённой в производство несколькими месяцами ранее. Typ 110 имел отделанную «под дерево» приборную панель, а новая система вентиляции и обогрева ещё больше напоминала о среднем классе автомобиля. За дополнительную плату устанавливались передние сидения с наклонными спинками.
Typ 110 так же, как и его спортивная модификация — NSU 1000 TTS — имел расположенный в задней части автомобиля 4-цилиндровый двигатель с воздушным охлаждением. Первоначально двигатель имел объём 1085 см³ и мощность 53 л. с. (39 кВт) и устанавливался также на спортивном NSU Prinz 1000 TT, хотя на последнем заявлялась несколько большая мощность — 54 л. с. (40 кВт). В начале 1967 года в модельный ряд введён NSU Typ 110SC с мотором 1177 см³ мощностью 60 л. с. (44 кВт).
Позже, в 1967 году NSU упрощает свой модельный ряд. Typ 110 переименован в NSU 1200, а мощность двигателя уменьшается до 54 л. с. (40 кВт). Под этим индексом он выпускается в ФРГ до декабря 1972 года.
В январе 1966 года британский журнал Autocar провёл своё испытание Typ 110 с мотором 1085 см³. В июле 1967 года в Великобританию стали экспортироваться праворульные Typ 110SC с двигателем 1177 см³. Autocar сравнил эти две машины. Максимальная скорость увеличилась со 140 до 150 км/ч. Время разгона до 80 км/ч уменьшилось с 12,3 до 10 секунд. Потребление топлива уменьшилось на 10 %, составив 9,5 л/100 км против 10,5 л/100 км. Согласно другим источникам, Typ 110 SC имел ещё лучшие характеристики; он вполне мог считаться одним из самых экономичных и компактных автомобилей ФРГ в то время. Передние колёса имели дисковые тормоза. Недостатком NSU являлась низкая устойчивость при поперечном ветре, однако машина хорошо оценивалась в городских условиях и при движении по горным дорогам, где расположение двигателя сзади (особенно в зимних условиях) давало преимущество.
В 1967 году из-за высоких пошлин в Великобритании стоимость Typ 110 SC составляла в среднем 799 фунтов, в то время как более короткий (на 10 см) Triumph Herald 12/50 продавался за 678 фунтов.
Typ 110 обладал высокой ремонтопригодностью, лёгкой заменой ключевых комплектующих; утверждалось, что возможно заменить сцепление целиком за 30 минут. Оцинкованное покрытие днища обеспечивало защиту от коррозии. Рекомендуемые интервалы обслуживания составляли каждые 7500 км, в то время как у конкурентов — 5000 км. В будущем, когда NSU войдёт в состав Volkswagen Group, последний приложит усилия в увеличении ремонтного интервала до 15000 км для своих новых переднеприводных машин.
С 1965 по 1967 год было построено около 74 000 автомобилей NSU Typ 110/110SC. После переименования в NSU 1200, в 1967—1972 годах выпущено примерно 256 000 автомобилей.